# Savoryella lignicola
Savoryella lignicola är en svampart som beskrevs av E.B.G. Jones & R.A. Eaton 1969. Enligt Catalogue of Life ingår Savoryella lignicola i släktet Savoryella, klassen Sordariomycetes, divisionen sporsäcksvampar och riket svampar, men enligt Dyntaxa är tillhörigheten istället släktet Savoryella, ordningen Sordariales, klassen Sordariomycetes, divisionen sporsäcksvampar och riket svampar. Arten är reproducerande i Sverige. Inga underarter finns listade i Catalogue of Life.